# Danny Graham
Danny Graham (født 12. august 1985) er engelsk fodboldspiller, der spiller som angriber for Blackburn.
Graham startede sin karriere i Middlesbrough F.C., men slog aldrig helt til, og i perioden 2003-2007 nåede han at spille 15 kampe. I 2007 kom han til Carlisle United F.C., og spillede der frem til 2009 hvor han kom til Swansea City A.F.C. Her var han med, da klubben rykkede op i Premier League, men i den næste sæson skiftede han til Sunderland A.F.C. Herfra blev han i sommeren 2013 blev han lejet ud efter et halvt år til sin tidligere klub Hull City, der nu også spiller i landets bedste række.